# Новые Войковичи
Но́вые Во́йковичи (бел. Новыя Войкавічы) — деревня в Барановичском районе Брестской области. Входит в состав Столовичского сельсовета, до 2013 года принадлежала Меденевичскому сельсовету. Население — 18 человек (2019).

## География
Деревня находится в 16 км (18 км по автодорогам) к северо-востоку от центра города Барановичи и в 7 км (8 км по автодорогам) к северо-востоку от центра сельсовета, агрогородка Столовичи. На севере деревни действует КФХ «Поместье Шпаковских».

## История
Известна с 1585 года как Войковичи, собственность князей Ямбековичей, входило в состав имения Колдычево. В результате второго раздела Речи Посполитой оказалось в составе Российской империи, в Новогрудском уезде Минской губернии.
К началу XX века от деревни отделилась небольшая деревня Старые Войковичи.
По переписи 1897 года — деревня Городищенской волости Новогрудского уезда Минской губернии, 33 двора, ветряная мельница. В 1909 году — 37 дворов.
Согласно Рижскому мирному договору (1921) деревня Войковичи вошла в состав межвоенной Польши, где принадлежала гмине Городище Новогрудского, а затем Барановичского повета Новогрудского воеводства. По переписи 1921 года в ней числилось 15 жилых и 6 прочих обитаемых зданий, в которых проживало 106 человек (54 мужчины, 52 женщины), из них 100 белорусов и 6 поляков (по вероисповеданию — 100 православных и 6 римских католиков).
С 1939 года в составе БССР, в 1940–57 годах — в Городищенском районе Барановичской, с 1954 года Брестской области. Затем — в Барановичском районе. С конца июня 1941 года до июля 1944 года оккупирована немецко-фашистскими войсками.
В 2013 году передана из упразднённого Меденевичского сельсовета в Столовичский.

## Население
На 1 января 2021 года в деревне был зарегистрирован 31 житель в 18 дворах, из них 4 ребёнка, 19 в трудоспособном возрасте и 8 пенсионеров.
| Численность населения (по переписи) | Численность населения (по переписи) | Численность населения (по переписи) | Численность населения (по переписи) | Численность населения (по переписи) | Численность населения (по переписи) |
| 1921                                | 1959                                | 1970                                | 1999                                | 2009                                | 2019                                |
| ----------------------------------- | ----------------------------------- | ----------------------------------- | ----------------------------------- | ----------------------------------- | ----------------------------------- |
| 106                                 | ↗151                                | ↘137                                | ↘53                                 | ↘33                                 | ↘18                                 |